# Turnix
Cet article concerne le genre. Pour le nom vernaculaire, voir Turnix (oiseau).
Genre
Turnix est un genre d'oiseaux de la famille des Turnicidae.

## Liste d'espèces
D'après la classification de référence (version 14.1, 2024)de l'Union internationale des ornithologues, il y a 17 espèces (dont 1 éteinte) du genre Turnix (ordre philogénique) :
- Turnix tanki Blyth, 1843 – Turnix indien ;
- Turnix maculosus (Temminck, 1815) – Turnix moucheté ;
- Turnix suscitator (Gmelin, JF, 1789) – Turnix combattant
- Turnix ocellatus (Scopoli, 1786) – Turnix de Luçon ;
- Turnix sylvaticus (Desfontaines, 1789) – Turnix d'Andalousie ;
- Turnix velox (Gould, 1841) – Petit Turnix ;
- Turnix pyrrhothorax (Gould, 1841) – Turnix à poitrine rousse ;
- Turnix worcesteri McGregor, 1904 – Turnix de Worcester ;
- Turnix everetti Hartert, EJO, 1898 – Turnix de Sumba ;
- Turnix nanus (Sundevall, 1850) – Turnix nain ;
- Turnix hottentottus Temminck, 1815 – Turnix hottentot ;
- Turnix castanotus (Gould, 1840) – Turnix castanote ;
- Turnix olivii Robinson, 1900 – Turnix de Robinson ;
- Turnix varius (Latham, 1801) – Turnix bariolé ;
- † Turnix novaecaledoniae Ogilvie-Grant, 1889 – Turnix calédonien ;
- Turnix melanogaster (Gould, 1837) – Turnix à poitrine noire ;
- Turnix nigricollis (Gmelin, JF, 1789) – Turnix de Madagascar.